# محمد شریف مهدوی شاهرودی
محمد شریف مهدوی شاهرودی (۱۳۲۵ – ۸ اردیبهشت ۱۳۹۰) از روحانیون و سیاستمداران نزدیک به اکبر هاشمی رفسنجانی بود. او سمت‌هایی مانند سفیر جمهوری اسلامی در کنیا، اوگاندا، آفریقای جنوبی و اسواتینی، سرکنسول جمهوری اسلامی ایران در عربستان سعودی، نمایندهٔ خمینی در استرالیا و زلاند نو و مدیرکل امور سیاسی وزارت امور خارجه (آفریقا) را بر عهده داشته‌است. آخرین سمت او پیش از مرگ معاونت تولیت آستان عبدالعظیم حسنی و معاونت بین‌الملل مؤسسه دارالحدیث بود.

## اوایل زندگی و تحصیلات
محمد شریف مهدوی شاهرودی فرزند عبدالله مهدوی شاهرودی او قبل از انقلاب در مدارسی از جمله دبیرستان‌های نیکان و علوی انگلیسی تدریس می‌کرد. او در سال ۱۳۵۷ از دانشگاه حقوق دانشگاه تهران مدرک کارشناسی حقوق دریافت کرد.

## زندگی خانوادگی
او پنج فرزند به نام‌های منصوره، فهیمه،مریم و مهدی و علیرضا داشت.علیرضا مهدوی در سال ۱۳۹۶ مشاور فرهنگی استاندار تهران شد و پیشتر مدیرکل روابط عمومی و امور بین‌الملل استانداری تهران بود. او یکی از مدیران مؤسسه فرهنگی طلوع است که مجموعه‌ای از مدارس مذهبی دخترانه را اداره می‌کند.